# Ясное (Винницкая область)
Ясное (укр. Ясне) — посёлок, входит в Черневецкий район Винницкой области Украины.
Население по переписи 2001 года составляло 20 человек. Почтовый индекс — 24130. Телефонный код — 4357. Код КОАТУУ — 524982305.

## История
- В 1945 г. Указом Президиума ВС УССР хутор Голиндерна переименован в Ясный[1].

## Местный совет
24120, Вінницька обл., Чернівецький р-н, с. Володіївці, вул. Колгоспна,8